# 良岑経世
良岑 経世（よしみね の つねよ）は、平安時代初期から前期にかけての貴族。官位は従四位下・丹波守。

## 経歴
天安2年（858年）従五位下・越前介に叙任されるが、同年の清和天皇の即位に伴って10月に少納言に転じ侍従を兼ねる。貞観2年（860年）従五位上。貞観6年（864年）正月に延暦寺座主・円仁が卒去した際に法印大和尚位を贈るために、2月には安恵を次の座主に任命するために、朝廷から延暦寺へ派遣される。貞観7年（865年）薬師寺の僧侶・壱演を権僧正とするために、参議・大江音人と共に西寺に派遣され宣制を行う。貞観8年（866年）には応天門の変に伴う応天門の失火に関して報告を行うために、中納言・源融と共に田邑山陵（文徳天皇陵）に派遣されている。
貞観9年（867年）正五位下・陸奥守に叙任されると、のち上野権介・丹波守と、清和朝後半は地方官を歴任した。
貞観17年（875年）5月19日卒去。最終官位は従四位下行丹波守。
『古今和歌集』に和歌作品が採録されている「良岑のつなねり」を経世に比定する説もある。

## 官歴
『六国史』による。
- 時期不詳：正六位上
- 天安2年（858年） 正月7日：従五位下。2月5日：越前介。10月26日：少納言
- 貞観元年（859年） 7月14日：見兼侍従
- 貞観2年（860年） 11月16日：従五位上
- 貞観9年（867年） 正月12日：陸奥守。3月26日：正五位下
- 貞観11年（869年） 3月4日：兼上野権介
- 時期不詳：従四位下、丹波守
- 貞観17年（875年） 5月19日：卒去（従四位下行丹波守）